# Latrobe Valley Airport
Latrobe Valley Airport är en flygplats i Australien. Den ligger i kommunen Latrobe och delstaten Victoria, omkring 140 kilometer öster om delstatshuvudstaden Melbourne. Latrobe Valley Airport ligger 52 meter över havet.
Närmaste större samhälle är Traralgon, nära Latrobe Valley Airport.
Trakten runt Latrobe Valley Airport består till största delen av jordbruksmark. Runt Latrobe Valley Airport är det ganska tätbefolkat, med 56 invånare per kvadratkilometer. Genomsnittlig årsnederbörd är 1 155 millimeter. Den regnigaste månaden är juni, med i genomsnitt 179 mm nederbörd, och den torraste är januari, med 50 mm nederbörd.